# Скулудис, Стефанос
Стефанос Скулудис (греч. Στέφανος Σκουλούδης; 23 ноября 1838, Константинополь — 20 августа 1928, Афины) — греческий банкир и политик конца XIX — начала XX веков. В 1915—1916 годах был премьер-министром Греции.

## Биография
Скулудис родился в Константинополе в 1838 году.
Закончил греческую гимназию в Константинополе.
Для получения высшего образования уехал в Греческое королевство и поступил в Афинский университет на медицинский факультет.
По завершении учёбы вернулся в Константинополь, где возглавил дирекцию представительства торгового дома братьев Раллисов.
Вскоре создал вместе с Андреасом Сингросом и Г. Корониосом «Банк Константинополя». Нажил большое состояние и в 1876 году решил обосноваться в Афинах.
После создания «Общества Копаида», приступившего в 1880 году к осушению одноимённого озера, перестал заниматься банковскими операциями и был вовлечён в политику.

## Политическая карьера
Скулудис был впервые избран депутатом парламента в 1881 году, представляя округа Сирос и Фивы (Греция) от партии Харилаоса Трикуписа.
В 1883 году был назначен послом Греции в Мадриде.
Позже стал морским министром и министром иностранных дел в правительстве Трикуписа в 1892 году.
После странной греко-турецкой войны 1897 года, разыгранной европейским финансовым капиталом для установления финансового контроля над Грецией:144,
ситуация в греческой столице стала выходить под контроля. Дабы избежать революционного взрыва, король Георг 18/30 апреля 1897 года распустил правительство Теодороса Дилиянниса и поручил формирование нового правительства лидеру оппозиции Димитриосу Раллису:173, разрядив тем самым кризис и гнев против трона:202.
В этом правительстве Раллиса Скулудис принял портфель министра внутренних дел:234.

## Премьер-министр
С началом Первой мировой войны, политики Греции разделились на 2 лагеря.
Первая группа, которую выражал Венизелос, считала что Греция должна немедленно вступить в войну на стороне Антанты.
Другая, поддерживаемая германофилом королём Константином, считала, что Греция должна оставаться нейтральной.
В октябре 1915 года Константин мог утверждать, что он был прав в своём выборе. Война приняла неблагоприятное развитие для Антанты. Союзники перебросили свои силы с Каллипольского полуострова в греческий Фессалоники, подтвердив тем самым, что они потеряли всякую надежду прорвать оборонную линию Дарданелл.
Союзные силы собранные в Фессалоники были «абсолютно недостаточны» для помощи Сербии.
Чтобы вызвать вступление Греции в войну, британское правительство предложило передать ей Кипр:316.
Греческое правительство Александра Заимиса отказалось от предложения и в своём ответе от 7/20 октября заявило, что предпочитает нейтралитет.
Вскоре правительство Заимиса не получило вотум доверия в парламенте и ушло в отставку.
Новое правительство, в котором приняли участие лидеры всех оппозиционных партий и которое было одобрено королём Константином сформировал 25 октября/7 ноября Стефанос Скулудис. Скулудису было тогда около 80 лет.
Одной из первых акций Скулудиса было отменить частичную мобилизацию, проведенную Венизелосом в начале 1915 года.
Скулудис демобилизовал 12 призывов:352.
Скулудис сразу же заявил, что войска Антанты в Фесслоники должны быть разоружены, согласно положениям Гаагских конвенций.
Заявление вызвало гнев Венизелоса и подозрения английского и французского правительств, потребовавших гарантий, что Греция не предпримет шагов против их войск.
Сразу после этого, союзники выставили правительству Скулудиса ряд требований, заняли остров Лемнос, порт Аргостолион и бухту Суда на Крите.
После немецкого авиационного налёта на Фессалоники, французский генерал Саррай, Морис, не поставив в известность правительство Скулудиса, арестовал консулов Центральных держав и отправил их в Марсель.
В январе 1916 года силы Антанты заняли остров Керкиру, чтобы расположить там остатки разбитой сербской армии:317.
Отношения между греческим королевским правительством и Антантой продолжали ухудшаться на всём протяжении 1916 года.
15 (28) мая 1916 года греческие монархисты сдали болгарам и немцам фортификацию Рупель на греко-болгарской границе в Восточной Македонии.
Приказ был отдан Скулудисом, который оправдывая своё решение, заявлял что это был единственный путь к соблюдению строгого нейтралитета.
Эпизод послужил причиной перехода ряда офицеров монархистов на сторону Венизелоса.
Одновременно союзники, в очередной раз, убедились в враждебности и ненадёжности правительства Скулудиса.
Венизелос образовал в Салониках временное правительство:319.
8/21 июня союзники предъявили правительству Скулудиса ноту, с требованием формирования нового правительства
Ещё до вручения ноты, Скулудис подал в отставку.
Новое правительство сформировал Александр Заимис, расположенный более дружественно к Антанте:319.

## Последующие годы
Греция прошла через Национальный раскол и вступила в войну на стороне Антанты.
Летом 1917 года Венизелос вернулся из Салоник победителем в Афины.
Он немедленно упразднил законодательный корпус, созданный Скулудисом, утверждая, что выборы мая 1915 года, проведенные Скулудисом, были не конституционными.
Скулудису, который в своё время принял сторону королевского двора, но был уже частным лицом, было предъявлено обвинение в «государственной измене», которое со временем потеряло силу после победы партии монархистов на выборах 1920 года.
Оставаясь вне политики, Стефанос Скулудис умер в Афинах 20 августа 1928 года.

## Коллекционер
Стефанос Скулудис, кроме своих первоначальных банковских интересов и последующих политических интересов, был страстным коллекционером картин и создал ценную коллекцию произведений живописи.
Свою коллекцию он позже завещал Национальной галерее в Афинах.